# 유고와 라라: 신비의 숲 어드벤처
《유고와 라라: 신비의 숲 어드벤처》(중국어: 神秘世界历险记2)는 2014년 공개된 중국의 애니메이션 영화이다.